# Semuni Dorsa
Semuni Dorsa zijn lage heuvelruggen op de planeet Venus. De Semuni Dorsa werden in 1985 genoemd naar Semuni, godin van de hemel in de cultuur van de Oeltsjen (Siberië).
De richels hebben een lengte van 514 kilometer en bevinden zich in de quadrangles Snegurochka Planitia (V-1) en Fortuna Tessera (V-2).